# هانس أولريش ليمان
هانس أولريش ليمان هو ملحن سويسري، ولد في 4 مايو 1937 في بيال/بيان في سويسرا، وتوفي في 26 يناير 2013 في كانتون زيورخ في سويسرا.

## وصلات خارجية
- هانس أولريش ليمان على موقع ميوزك برينز (الإنجليزية)